# Akaki Chachua
Akaki Chachua, né le 16 septembre 1969 à Samtredia (Union soviétique), est un lutteur géorgien qui a concouru dans la catégorie des moins de 64 kg en lutte gréco-romaine aux Jeux olympiques d'été de 2000 et remporté la médaille de bronze.
Il a participé aussi aux Jeux olympiques d'été de 2004 et terminé neuvième.